# Bénestroff

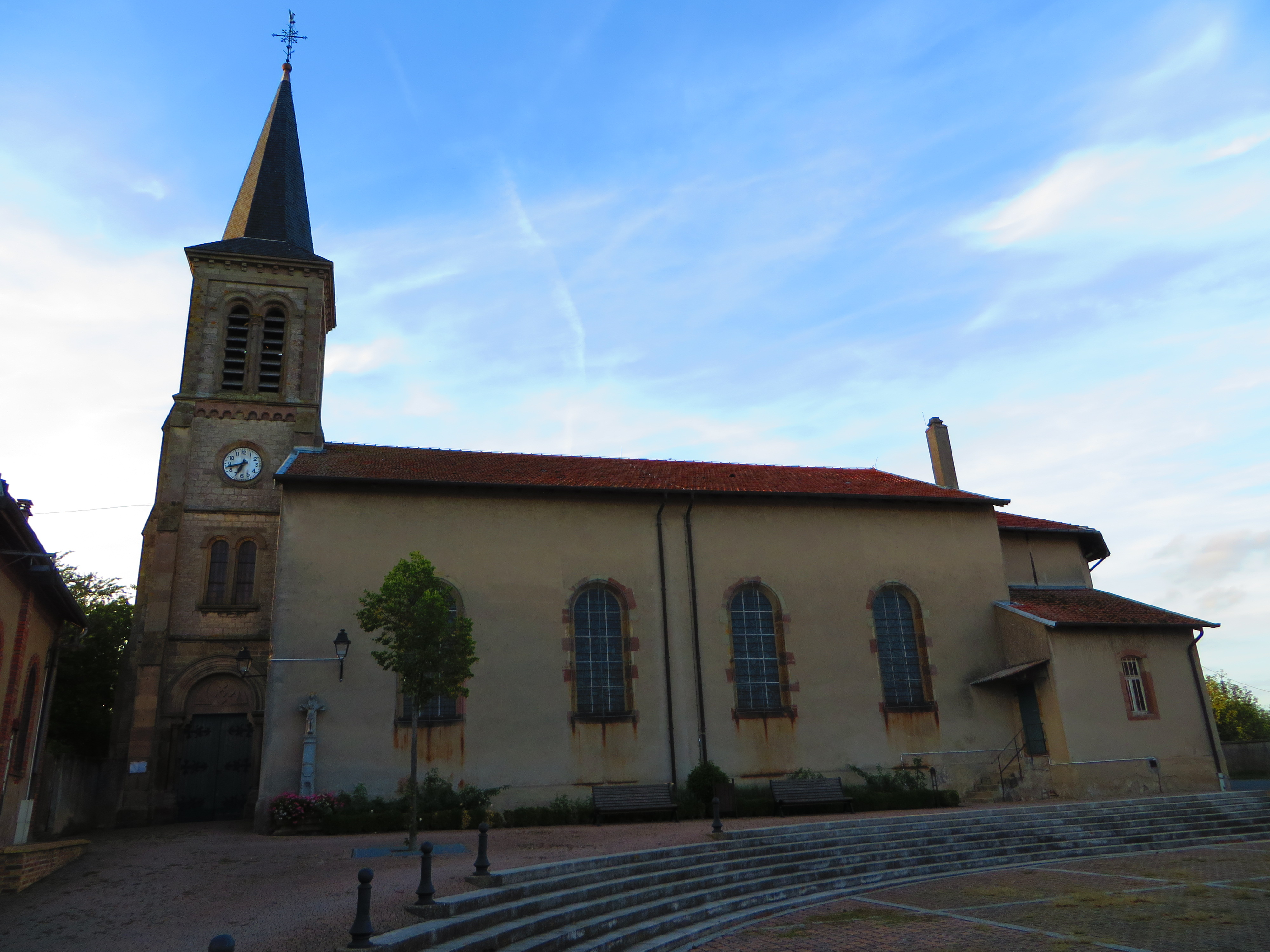
Kirche St. Cômes und St. Damien

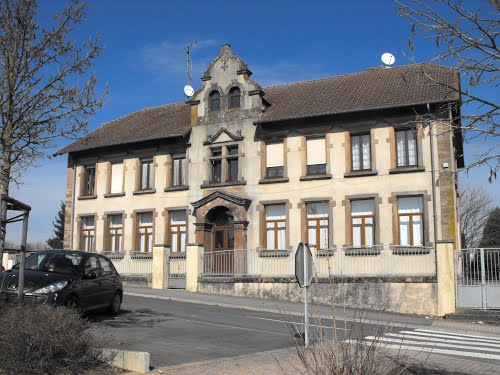
Ehemaliges Schulgebäude

Bénestroff (deutsch Bensdorf) ist eine französische Gemeinde mit 518 Einwohnern (Stand 1. Januar 2022) im Département Moselle in der Region Grand Est (bis 2015 Lothringen). Sie gehört zum Arrondissement Sarrebourg-Château-Salins, zum Kanton Le Saulnois und zum Kommunalverband Saulnois.

## Geographie
Bénestroff liegt in Lothringen im Saulnois (Salzgau), etwa 55 Kilometer südöstlich von Metz, 25 Kilometer nordöstlich von Château-Salins und acht Kilometer südwestlich von Albestroff (Albesdorf).

## Geschichte
Der Ort war schon in gallo-römischer Zeit (52 v. Chr. bis ins 5. Jahrhundert) besiedelt. Die Ortschaft, in deren Gemarkung der Bensdorfer Weiher und der Besweiher liegen, hatte einst ein festes Schloss und gehörte zum Bistum Metz.
Im 16. Jahrhundert war Vergaville der Sitz eines Erzpriesters des Bistums Metz, zu dessen Verwaltungsgebiet die Pfarrei von Bénestroff gehörte. Die Ortschaft Bénestroff gehörte zur Bailliage von Vic-sur-Seille, die ebenfalls bis zur Französischen Revolution (1789–1799) dem Bistum Metz unterstand.
1793 erhielt Bénestroff als Benestorff im Zuge der Französischen Revolution den Status einer Gemeinde und 1801 das Recht auf kommunale Selbstverwaltung. Es gehörte von 1801 bis 1871 zum früheren Département Meurthe, das 1871 in Département Meurthe-et-Moselle umbenannt wurde.
Durch den Frankfurter Frieden vom 10. Mai 1871 kam die Region an das deutsche Reichsland Elsaß-Lothringen, und das Dorf wurde dem Kreis Château-Salins im Bezirk Lothringen zugeordnet. Die Dorfbewohner betrieben Getreide- und Weinbau.
Nach dem Ersten Weltkrieg musste die Region aufgrund der Bestimmungen des Versailler Vertrags 1919 an Frankreich abgetreten werden und wurde Teil des Département Moselle. Im Zweiten Weltkrieg war die Region von der deutschen Wehrmacht besetzt.

### Bevölkerungsentwicklung
| Jahr      | 1962 | 1968 | 1975 | 1982 | 1990 | 1999 | 2007 | 2010 | 2019 |
| Einwohner | 557  | 609  | 554  | 565  | 587  | 516  | 489  | 533  | 532  |

## Wappen
Blasonierung: „In Rot drei silberne Sparren, belegt mit einem Herzschildchen, darin in Gold ein schwarzes Andreaskreuz.“ Das Wappen der Gemeinde entspricht dem Wappen der Familie Bénestroff, die im Mittelalter das Lehen der Ortschaft besaß.

## Verkehr
1885 wurde der Bahnhof Bensdorf erbaut, der ein bedeutender Zwischenhalt auf der Strecke von Metz nach Straßburg wurde. Das im deutschen Kaiserreich errichtete Gebäude wurde 2006 geschlossen und 2007 abgetragen. Der Haltepunkt Bénestroff besteht weiterhin. 2016 belief sich die Zahl der Fahrgäste ab Bahnstation Bénestroff auf 7828, im Jahr 2017 auf 8829.

## Wirtschaft
Die Käserei Compagnie des fromages & Richesmonts produziert u. a. Münster-Käse, Brie, Raclette und ovalen Weichkäse.